# Daxiangguo si
Daxiangguo si (chiń. upr. 大相国寺; chiń. trad. 大相國寺; pinyin Dàxiāngguósì) – chiński klasztor w mieście Kaifeng w prowincji Henan.

## Historia klasztoru
Klasztor został wybudowany w 555 roku, w szóstym roku panowania cesarza Wenxuana z północnej dynastii Qi (550-577). Położony jest w centrum miasta Kaifeng, które leży we wschodniej prowincji Henan. Jego pierwotna nazwa to Jianguo.
W klasztorze tym rezydował pan Xinling Wuji z państwa Wei.
Klasztor Jianguo został zniszczony w czasie wojen. W 701 roku do Kaifengu przybył mnich Huiyuan. Wysoko ocenił miejsce po byłym klasztorze, więc rozpoczął zbieranie pieniędzy na wykup ziemi i odbudowę klasztoru. Ponieważ wykopano z ziemi tablicę z nazwą Jianguo, odbudowany klasztor nazwano tak samo. Odbudowę zakończono w 711 roku. Jednak już w pierwszym roku okresu yanhe (712 rok) za panowania dynastii Tang, cesarz Ruizong Lidan zmienił nazwę na Xiangguo dla upamiętnienia swojego wstąpienia na tron cesarski. Wkrótce potem nazwa klasztoru uległa zmianie na Daxiangguo dla uczczenia pamięci cesarza Ruizonga, który został władcą jako Xiangwang (相王) - król Xiang.
W okresie panowania dynastii Song klasztor osiągnął status Świątyni Królewskiej. Jednak pod koniec panowania dynastii Ming został ponownie zniszczony, tym razem przez powódź spowodowana wylewem rzeki Huang w roku 1642 (w 15 roku panowania cesarza Chongzhena (1627–1644).
W czasie panowania dynastii Qing odbudowano klasztor w 1661 roku dodając kilka nowych budynków. Kolejnego odnowienia i rozbudowy klasztor doczekał się w roku 1766.
Cały kompleks składał się z 64 budynków, wśród nich były trzy główne budynki: Tianwangdian (Budynek Niebiańskich Królów), Bajiao liuli (Budynek z ośmioma kątami i dachem z kolorowej glazury), Daxiong baodian (Budynek Wielkiego Zwycięzcy, skt Mahavira).
W 21 roku panowania cesarza Daoguanga (pan. 1821–1850) z Qingów, czyli w roku 1841, doszło do ponownego wylania Huang He i klasztor został poważnie zniszczony. Odbudowano go już w czasach Chińskiej Republiki Ludowej.
W sierpniu 1992 roku odbyła się w klasztorze buddyjska ceremonia rozpoczęcia działalności, połączona z otwarciem zrekonstruowanych wież dzwonu i bębna. 
Obecnie jest to największe centrum buddyjskie w Chinach.

## Obiekty architektoniczne i inne
- Pięciotonowy dzwon (po wschodniej stronie głównej bramy).

Został odlany w 1768 roku i ma 2.67 metra wysokości. 
- Budynek Niebiańskich Królów

Ma 5 pomieszczeń i 3 drzwi. W centrum budynku znajduje się statua uśmiechniętego buddy Maitrei siedzącego na lotosowej platformie. Po obu jego stronach stoją parami groźni Czterej Niebiańscy Królowie. 
Na północ od Budynku Niebiańskich Królów znajduje się ogród kwietny i sztuczne wzgórze. Jeszcze dalej w północnym kierunku stoi Daxiongbaodian. 
- Duży prostokątny Daxiongbaodian

jest budynkiem, w którym mnisi praktykują codziennie medytację śpiewu przed posągami trzech Buddów. Wychodząc z budynku widzi się Luohandian. 
- Ośmiokątny Budynek Arhatów (Luohandian)

ma pomalowane belki dachowe i podniesione okapy. Jest znany także jako Budynek z ośmioma kątami i dachem z kolorowej glazury. Tego typu ośmiokątne budynki spotyka się w budownictwie klasztornym niezmiernie rzadko. Wewnątrz znajduje się rzeźba pozłacana bodhisattwy Guanyin. Podobno praca nad nią zajęła rzeźbiarzowi (rzeźbiarzom) ponad 50 lat. Guanyin prezentuje się tu w formie sześciorękiej. Jej cztery twarze zwrócone są w cztery strony świata. Oprócz sześciu głównych rąk jest wiele mniejszych, zwróconych w różnych kierunkach - ich liczba (tak jak i liczba oczu) sięga tysiąca. Rzeźba ta mierzy 6.6 metra wysokości. Autorem są wybitni rzemieślnicy z okresu panowania cesarza Qianlonga z dynastii Qing. 
- Budynek Tripitaki

Rzadki przykład dwukondygnacyjnego budynku klasztornego. Na parterze przechowywane są sutry, na piętrze znajduje się posąg Buddy z białego birmańskiego jadeitu w stylu birmańskim. 
- Grupa rzeźb, której tematem jest "Kazanie Śakjamuniego".

Składa się z 500 arhatów przedstawionych w bardzo zindywidualizowany sposób, w różnych pozycjach i z różnymi wyrazami twarzy.

## Adres klasztoru
- Daxiangguosi, No.36, West Free Road, Kaifeng City, Kaifeng, Henan

## Galeria

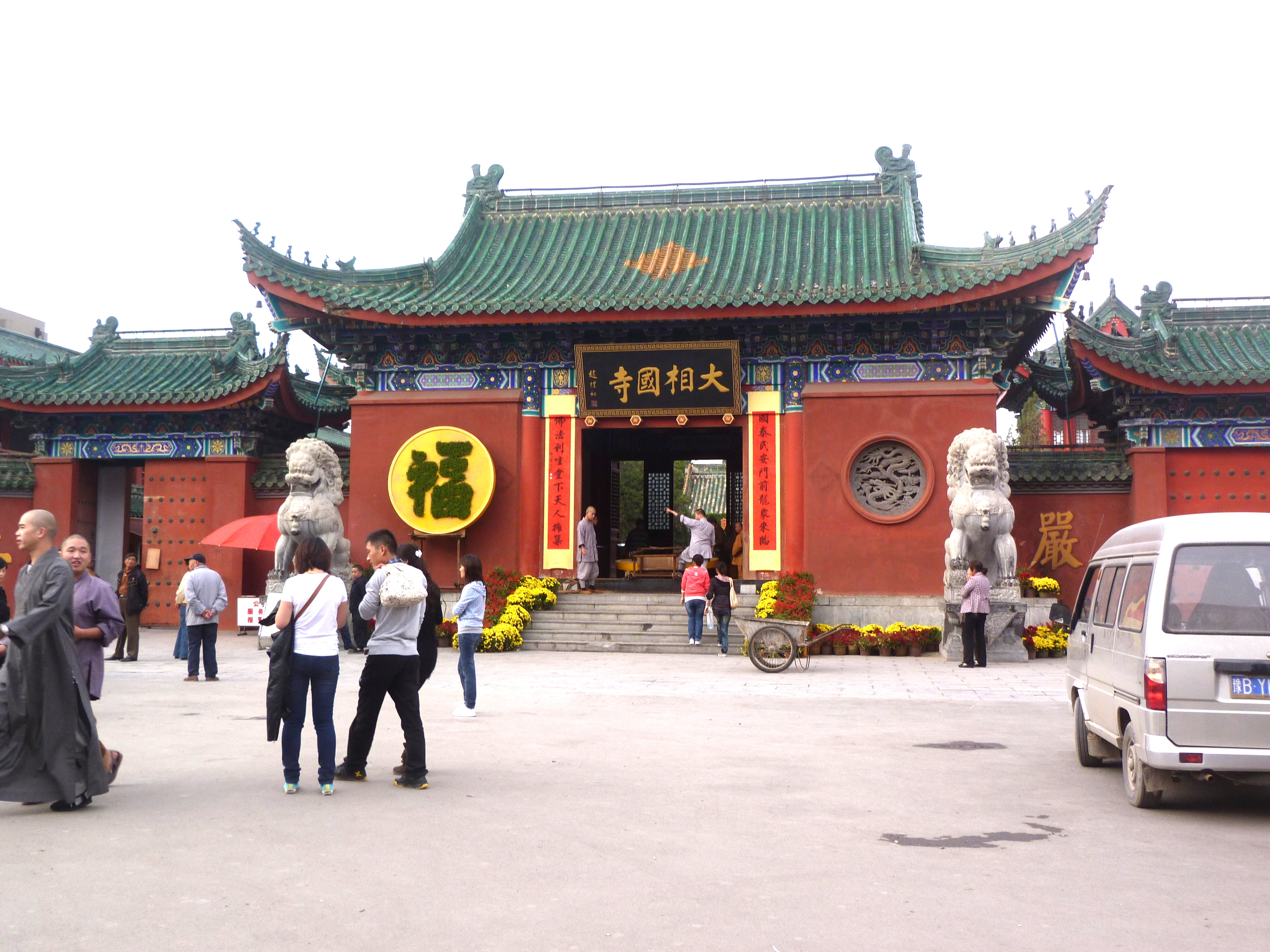
Brama
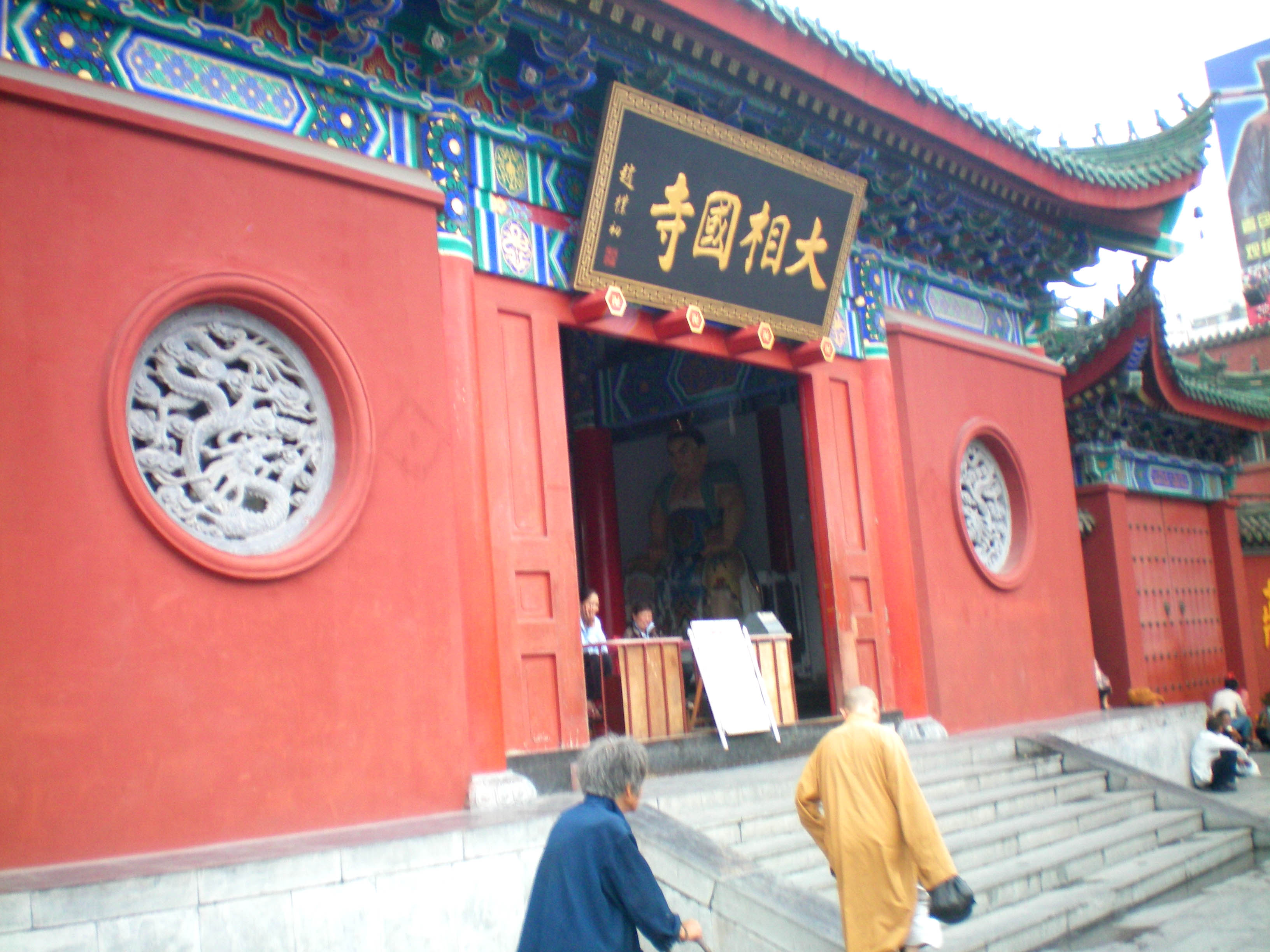
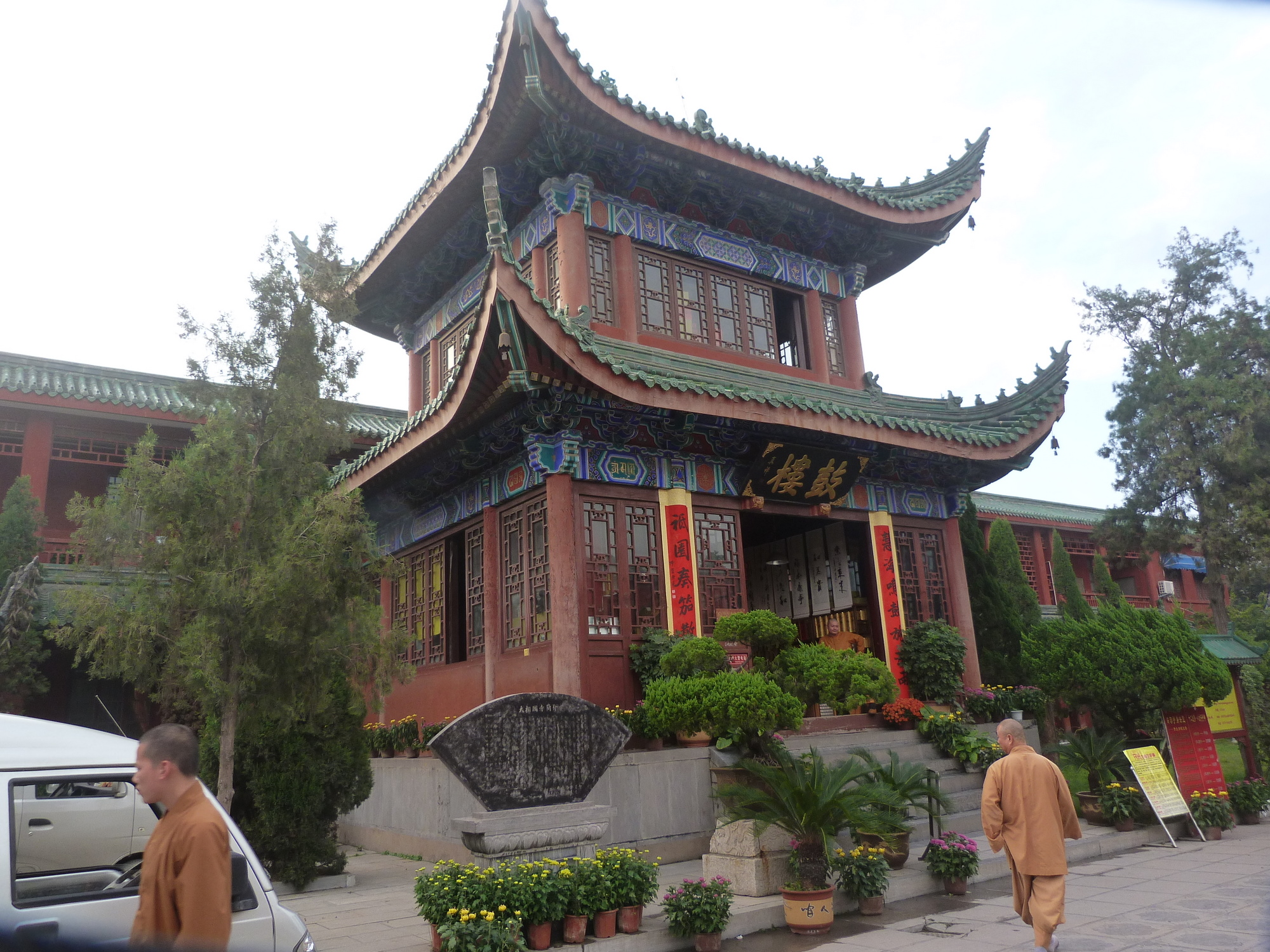